# Ops Corona
L'Ops Corona è una struttura geologica della superficie di Venere.